# Wick Haxton
Wick C. Haxton (* 21. September 1949 in Santa Cruz, Kalifornien) ist ein US-amerikanischer theoretischer Kern- und Astrophysiker.

## Leben
Haxton wuchs in Santa Cruz auf, studierte ab 1967 an der University of California, Santa Cruz (Bachelor in Physik und Mathematik 1971) und promovierte 1976 an der Stanford University (Semileptonic weak interactions). 1975 bis 1977 war er am Institut für Kernphysik der Universität Mainz und danach bis 1985 als Oppenheimer Fellow in der theoretischen Abteilung des Los Alamos National Laboratory. Nach einem Jahr als Assistant Professor an der Purdue University wurde er 1984 Associate Professor und 1987 Professor an der University of Washington. Er ist dort zurzeit Professor für Physik und gleichzeitig für Astronomie. Von 1991 bis 2006 war Direktor des National Institute for Nuclear Theory (INT). Ab 2009 war er Professor an der University of California, Berkeley. Außerdem ist er Senior Scientist am Lawrence Berkeley National Laboratory.
Er ist verheiratet und hat zwei Söhne.

## Werk
Haxton beschäftigt sich mit nuklearer Astrophysik (Neutrinos in Supernovae, solares Neutrinoproblem), Neutrinophysik (wie neutrinolosen Doppelten Betazerfall), Vielteilchentheorie (effektive Theorien) in der Kernphysik sowie in Atomphysik und Festkörperphysik (Condensed Matter Physics) und Tests von Symmetrien fundamentaler Wechselwirkungen (Parität, CP-Symmetrie, Verletzungen von Lepton- und Flavor-Quantenzahl-Erhaltung), zum Beispiel bei permanenten elektrischen Dipolmomenten des Neutrons und von Atomen (Verletzung der Zeitumkehrinvarianz) und paritätsverletzenden Nukleon-Nukleon-Wechselwirkungen einschließlich der zur Auswertung der Experimente notwendigen Berechnungen in der Vielteilchentheorie. Er ist am (in der Homestake Mine in South Dakota) geplanten Projekt des Deep Underground Science and Engineering Laboratory (DUSEL) beteiligt.
Er war Berater bei den Beschleunigern TRIUMF, der Oak Ridge Radioactive Beams Facilities und dem Elektronenbeschleuniger CEBAF in Newport News, beim Lawrence Livermore National Laboratory und in der Leitung des LAMPF im Los Alamos National Laboratory.

## Ehrungen und Mitgliedschaften
Er ist Fellow der American Physical Society, deren Abteilung für Kernphysik und Astrophysik er in den 1990er Jahren vorstand. Ferner ist er Mitglied der National Academy of Sciences (1999), der American Academy of Arts and Sciences (1999), der American Physical Society (1987), der American Association for the Advancement of Science (1988) und der American Philosophical Society (2024). 2008 war er Gründungsmitglied der Washington State Academy of Sciences.
Er war Guggenheim Fellow (2000 bis 2001), Miller Fellow in Berkeley (2000/2001), Bethe-Lecturer an der Cornell University (2000/2001) und erhielt 2004 den Hans-A.-Bethe-Preis für seine Beiträge und wissenschaftliche Führung in der Neutrino-Astrophysik und speziell für die Verbindung von kernphysikalischer Theorie mit Experimenten und Beobachtungen in nuklearer Astrophysik und Astrophysik (Laudatio).

## Schriften
- Herausgeber mit Ernest M. Henley: Symmetries and fundamental interactions in nuclei. World Scientific 1995.
- mit Barry Holstein: Neutrinophysics. American Journal of Physics, Band 68, 2000, S. 15–32, Arxiv.
- mit Hamish Robertson, Aldo Serenelli: Solar neutrinos. Status and perspective. 2012.
- The solar neutrino problem. Ann. Rev. Astron. Astrophys., Band 33, 1995, S. 459–503.
- Neutrino Astrophysics. Wiley´s Encyclopedia of Nuclear Physis, 2012.
- Neutrino Astrophysics. 2008.
- Topics in Neutrino Astrophysics. TASI Summer School 1998.
- Nuclear problems in Astrophysics. Int. School of Physics Enrico Fermi, 2003.
- mit T. Luu: The canonical nuclear many body problem as an effective theory. Nucl. Phys. A, Band 690, 2001, S. 15–28.
- Fundamental symmetries and theory. Nucl. Phys. A, Band 654, 1999, S. 315–329, Talk Nuclear Physics Conf. Paris.